# Positividade tóxica

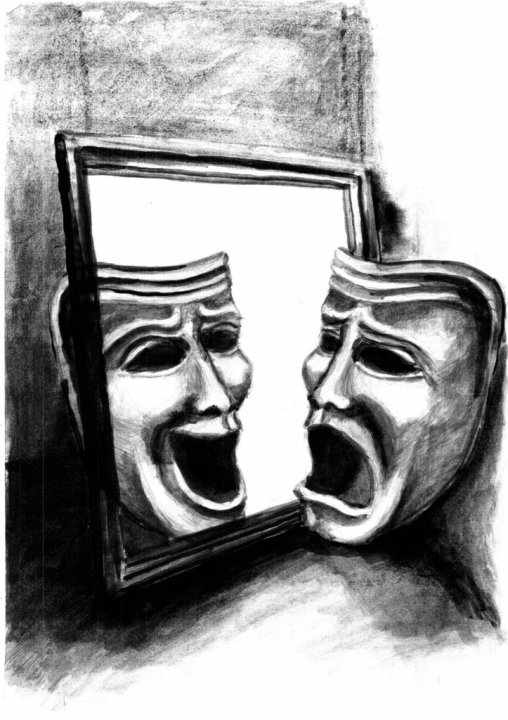
A positividade tóxica envolve uma capacidade limitada de reconhecer a própria raiva ou tristeza.

Positividade tóxica é um gerenciamento emocional disfuncional sem o reconhecimento pleno das emoções negativas, particularmente da raiva e da tristeza. Socialmente, trata-se do ato de desconsiderar as emoções negativas de outra pessoa ao sugerir, em seu lugar, uma emoção positiva.

## Definição
A positividade tóxica é uma "pressão para manter um ânimo positivo, independentemente da gravidade das circunstâncias", o que pode impedir o enfrentamento emocional por sentir outras emoções naturais. A positividade tóxica ocorre quando as pessoas acreditam que pensamentos negativos sobre qualquer assunto devem ser evitados. Mesmo em resposta a eventos que normalmente evocariam tristeza, como perdas ou dificuldades, a positividade é incentivada como meio de enfrentamento, mas tende a ignorar e desconsiderar a expressão genuína.
O conceito de otimismo irrealista vem sendo explorado por psicólogos desde, pelo menos, 1980, e o termo positividade tóxica surgiu pela primeira vez em A Arte Queer do Fracasso (2011) de J. Halberstam com "[...] to poke holes in the toxic positivity of contemporary life".

## Psicologia
De certa forma, a positividade tóxica é um constructo na Psicologia acerca de como lidar com as Emoçãos, fundamentado na suposição de que as emoções positivas e negativas devem corresponder à situação apropriada. Isso é considerado saudável do ponto de vista psicológico. No entanto, a positividade tóxica é criticada por exigir que se sinta positivo o tempo todo, mesmo quando a realidade é negativa. De acordo com a Dra. Jamie Zuckerman, “O problema inerente a esse conceito é que assumimos que, se uma pessoa não está de bom humor (ou seja, não se comporta conforme o que imaginamos ser uma pessoa positiva), então ela de alguma forma está errada, é má ou inadequada. O problema é que, ao invalidarmos o estado emocional de outra pessoa – ou, neste caso, ao dizermos a alguém que sentir tristeza, raiva ou qualquer emoção que consideramos ‘negativa’ é ruim – acabamos por provocar emoções secundárias nela, como vergonha, culpa e constrangimento.” 
No livro de 2022, A Doçura Amarga: Como a Tristeza e o Anseio Nos Tornam Inteiros, a autora Susan Cain descreve a "tirania da positividade" ou "positividade tóxica" como uma diretriz cultural que diz: "Seja o que for que você faça, não conte a verdade sobre como é estar vivo".
Cain afirmou que, historicamente – e especialmente no século XIX – ciclos de expansão e recessão levaram não só à reverência por empresários bem-sucedidos, mas também à atribuição da falta de sucesso não a circunstâncias externas, mas a uma falha de caráter, uma forma de Culpabilização da vítima. Cain documenta essa suposta falha de caráter como refletida na definição evolutiva do termo "perdedor". O resultado é uma cultura com um "mandato de positividade" — um imperativo para agir "invariavelmente alegre e positivo, ... como um vencedor".

A partir de aproximadamente 2019, o termo de pesquisa na internet positividade tóxica tornou-se mais popular.

A positividade é geralmente vista como uma atitude benéfica e útil na maioria das situações, pois reflete otimismo e gratidão e pode ajudar a amenizar os ânimos. A positividade saudável difere da positividade tóxica por reconhecer emoções negativas como tristeza, raiva e ciúme. Ela estimula o crescimento e o aprendizado por meio de contratempos e conflitos. Por outro lado, a positividade tóxica surge de uma expectativa irrealista de se ter uma vida perfeitamente feliz o tempo todo. Quando isso não ocorre, as pessoas podem "sentir vergonha ou culpa" por não conseguirem alcançar a perfeição desejada. Consequentemente, a positividade torna-se tóxica quando uma pessoa rejeita sentimentos negativos mesmo quando estes são apropriados. Acredita-se que se deva estar feliz em todos os tipos de situações, ignorando outras emoções. Como resultado da negação desses sentimentos, pode-se frequentemente acabar com uma infelicidade ainda maior a longo prazo.
Pessoas que constantemente exigem experiências positivas podem, inadvertidamente, estigmatizar suas próprias emoções negativas, como Depressão, ou suprimir respostas emocionais naturais, como tristeza, arrependimento ou Estresse psicológico. Aceitar as emoções negativas pode tornar uma pessoa mais feliz e saudável de forma geral. Alguns autores, como Kimberley Harrington, veem a positividade tóxica como uma forma de gaslighting emocional pessoal. Harrington defende que é aceitável estar "triste quando se está triste e com raiva quando se está com raiva" e sentir plenamente o seu "arco-íris de sentimentos".
Situações incontroláveis e controláveis são determinantes importantes da positividade. Se a situação é controlável, o pensamento positivo artificial pode impedir a capacidade de uma pessoa de resolver a situação negativa. Outro fator determinante é a atitude da pessoa em relação à felicidade, que pode impedir uma resposta ótima às inevitáveis experiências negativas que a vida traz. A positividade torna-se tóxica com a incapacidade de examinar e corrigir erros passados. Ignorar erros inevitáveis com confiança exagerada é prejudicial, pois impede o aprendizado a partir deles.
A positividade tóxica pode sustentar um casamento infeliz, mas pesquisas mostram que casais infelizes têm de 3 a 25 vezes mais risco de desenvolver depressão clínica.
Críticos da psicologia positiva sugeriram que é dada importância excessiva ao "pensamento otimista", enquanto experiências desafiadoras e difíceis são relegadas a segundo plano. Por fim, ao não permitir emoções negativas, a positividade tóxica pode resultar em consequências físicas, como doenças cardiovasculares e respiratórias.
O conceito de "otimismo trágico", uma expressão cunhada pelo psicólogo existencial-humanista e sobrevivente do Holocausto Viktor Frankl, foi sugerido como um antídoto.

## Mídias sociais
Mídias sociais como LinkedIn, Instagram ou Facebook podem agravar o problema, pois frequentemente enfatizam experiências positivas e desencorajam o enfrentamento dos inevitáveis aspectos negativos. Um estudo intitulado "Toxic positivity on social media: The drawbacks and benefits of sharing positive (but potentially platitudinous) messages online" constatou que a exibição de positividade na internet pode ser "benéfica para os remetentes das mensagens apenas se estes possuírem autoestima mais elevada (em comparação com níveis inferiores) ou se experimentarem menor toxicidade". O efeito da exibição de positividade para o remetente pode ser considerado negativo se as mensagens suprimirem os aspectos negativos da realidade percebida. As mídias sociais são uma plataforma onde os indivíduos podem postar qualquer conteúdo ou mídia que desejem. Em alguns casos, pode-se projetar uma perspectiva positiva nas mídias sociais para evitar a realidade. Tais sinais excessivos de positividade tóxica podem, eventualmente, levar a uma mudança de identidade para o "processo de autortransformação que é resultado de uma autopresentação intencional em um contexto mediado". As plataformas de mídias sociais facilitam comparações entre os indivíduos, impondo uma pressão adicional para que se mantenha ou se apresente de forma positiva. Isso pode criar pontos de vista divergentes e percepções conflitantes da realidade.

## Gênero
Um estudo intitulado "Gender differences in levels of toxic positivity in adolescents: a quantitative study" demonstrou uma diferença significativa entre adolescentes do sexo masculino e do sexo feminino. Pesquisas e entrevistas indicaram que, tipicamente, as adolescentes apresentaram níveis mais baixos de positividade tóxica em comparação com os adolescentes. Esses resultados sugerem que as adolescentes tendem a reconhecer e expressar melhor suas emoções negativas do que os adolescentes.
Essa constatação é corroborada por outro estudo, "Acceptability and Suppression of Negative Emotion in Anxiety and Mood Disorders", no qual 60 participantes com transtornos de ansiedade e humor e 30 participantes de controle assistiram a um filme provocador de emoções. Os participantes autorrelataram suas medidas, e os indivíduos do grupo clínico consideraram suas emoções "menos aceitáveis", suprimindo-as, enquanto o estudo demonstrou uma diferença notável entre participantes do sexo feminino e masculino. Homens do grupo de controle relataram maior supressão do que as mulheres do mesmo grupo, embora ambos os sexos do grupo clínico tenham relatado supressão em igual grau.